# Tufello
Tufello è la zona urbanistica 4I del Municipio Roma III di Roma Capitale. Si estende sul quartiere Q. XVI Monte Sacro.
Il nome deriva dal tufillo, una roccia sedimentaria derivante dal tufacea, che costituisce le collinette su cui fu costruita la borgata.

## Geografia fisica
Si trova nella periferia nord della città, compreso tra viale Jonio, via di Val Melaina, via Monte Massico, via Monte Resegone, via delle Vigne Nuove, via Monte Fumaiolo, via della Bufalotta, via della Cecchina e via Matteo Bandello.

## Storia

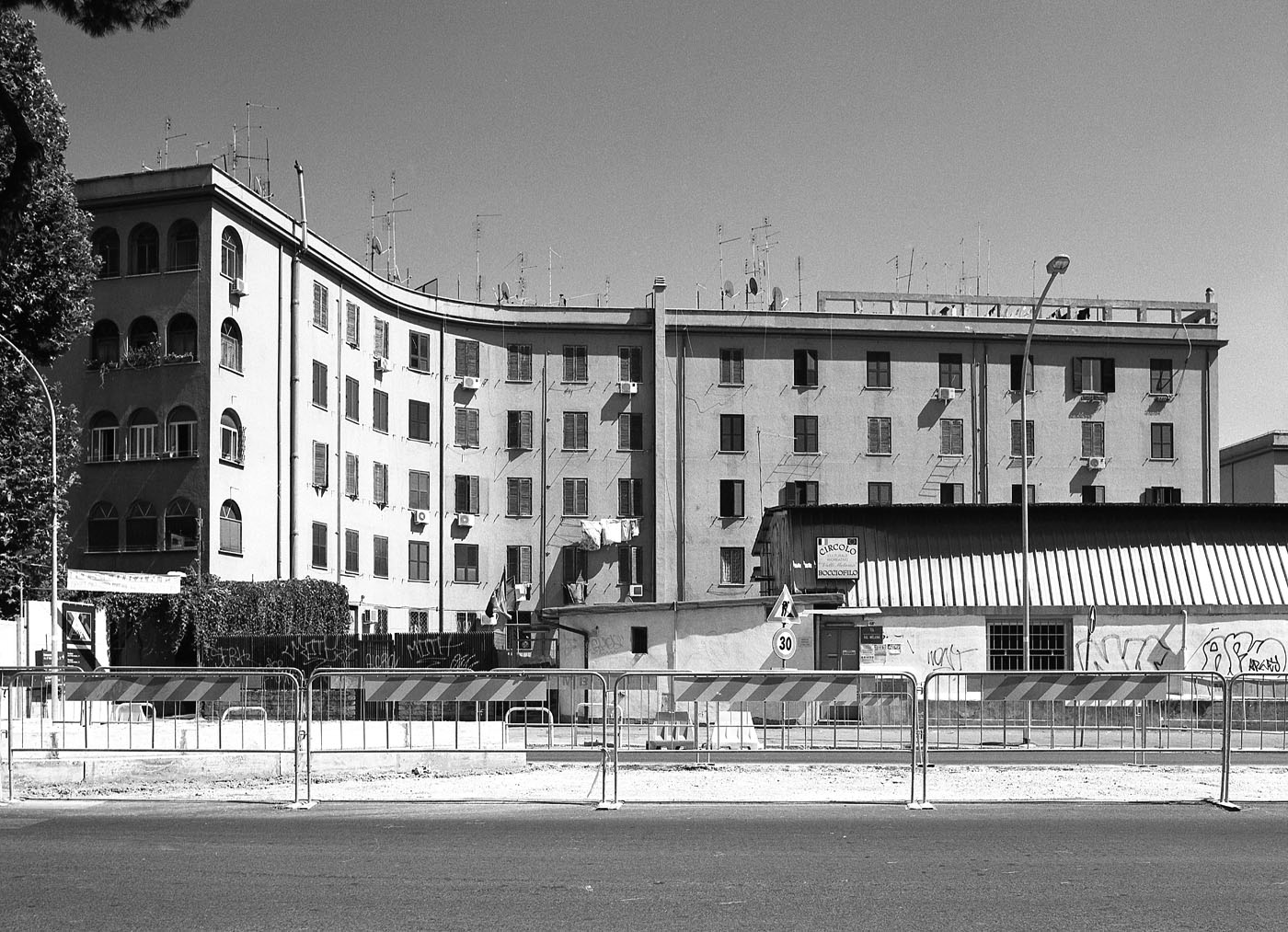
Via Valle Melaina Tufello

Nasce nel biennio 1939-40 come borgata ufficiale per i rimpatriati italiani dall'estero, su progetto dell'architetto P. Sforza.

## Monumenti e luoghi d'interesse

### Architetture religiose
- Chiesa del Santissimo Redentore a Val Melaina, su via del Gran Paradiso.
- Chiesa di Santa Maria Assunta al Tufello, su via Capraia.

### Architetture civili

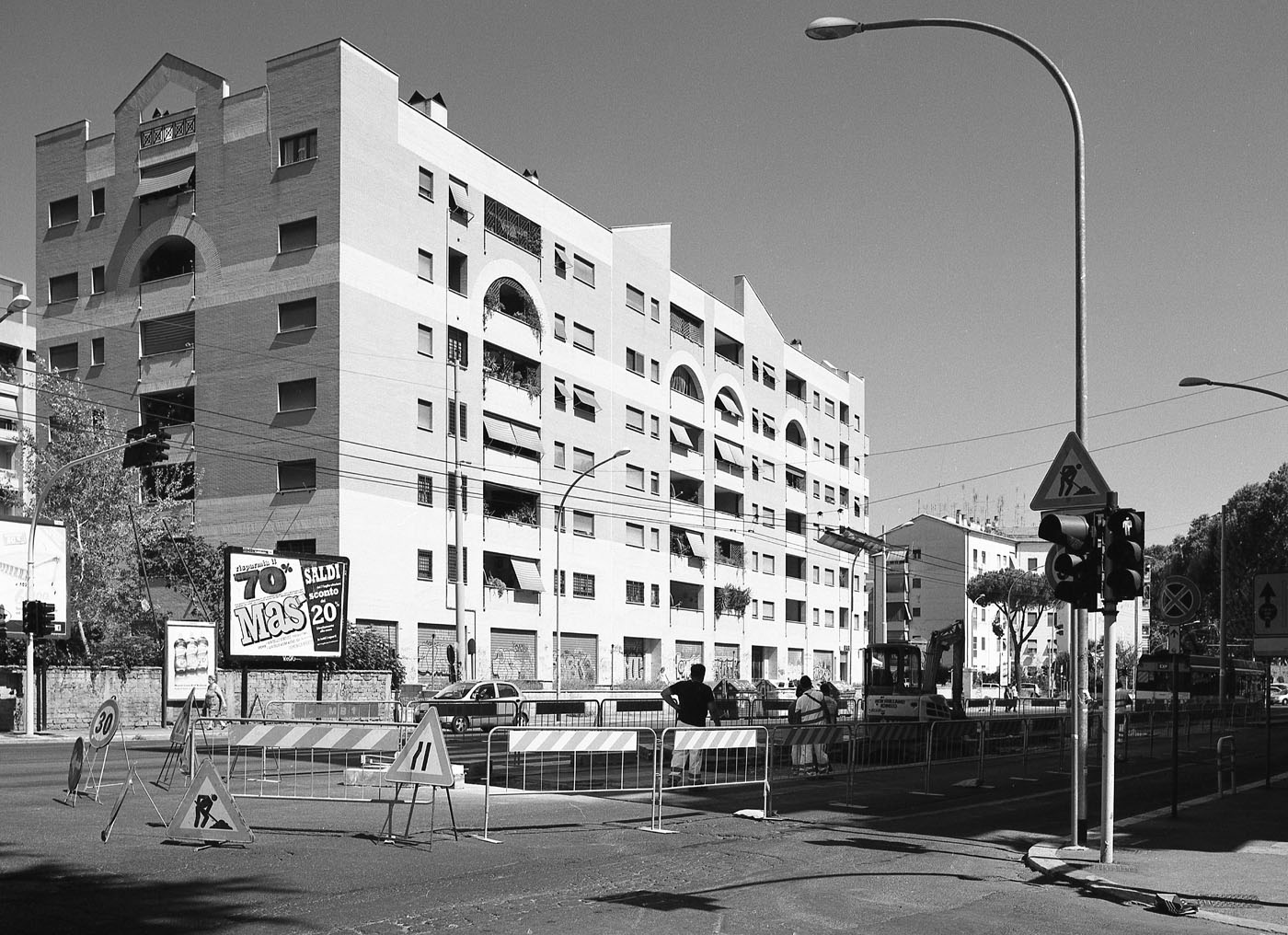
Via Monte Cervialto (Nuovo Salario)

L'architettura, pur essendo decisamente eterogenea, si può sostanzialmente suddividere in due macro settori con la via delle Isole Curzolane a fungere da confine ideale: a sud è classica e tipica degli edifici di inizio Novecento (rientrando il quartiere nel progetto urbanistico "Città Giardino Aniene"), mentre a nord rispecchia l'edilizia popolare degli anni sessanta-settanta (anche se a differenza di altri quartieri di Roma, qui vengono mantenuti ampi spazi di verde tra gli edifici).
Negli ultimi anni l'intero quartiere ha subito una massiccia riqualificazione sociale ed urbanistica, legata in particolare ai riscatti delle ex case popolari ed alla successiva alienazione. Questo fenomeno ha provocato, come conseguenza, un'enorme riabilitazione commerciale e ripresa di valore degli appartamenti, favorita anche dalla posizione tra i quartieri di Monte Sacro e Monte Sacro Alto.
A questa trasformazione, poi, deve aver sicuramente contribuito anche il pregio architettonico di alcune palazzine tra quelle edificate negli anni venti del Novecento (in tipico stile "barocchetto romano"), con la peculiarità di offrire ai residenti, oltre ad una surreale tranquillità, anche la fortuna di vivere completamente immersi nel verde (cose abbastanza rare per i quartieri semi-periferici).
Fulcro della zona è il mercato coperto di piazza degli Euganei. In via Monte Rocchetta vi è la sede storica del Municipio III, sebbene molte delle funzioni siano state trasferite a dicembre 2008 nella nuova sede di via Umberto Fracchia, a Monte Sacro Alto.

## Murales
In via Tonale, angolo Via Capraia, è stato realizzato dallo street artist Lucamaleonte un murales dedicato a Gigi Proietti. Il murales è alto 15 metri ed è addossato sulla parete che dà sulla strada di un palazzo. Il murales è monocromatico con colore di base marroncino.

## Sport

### Calcio
Tufello è rappresentata da tre squadre di calcio: l'ASD Polisportiva Tirreno, fondata nel 1945, che milita in Prima Categoria, l'U.S. Tufello 1963, fondata nel 1963, che milita nel girone E laziale di Seconda Categoria e l'ASC.D. Virtus Vigne Nuove, che milita nel girone G del torneo Giovanissimi Roma.

## Cultura di massa
- A Tufello è dedicato il brano omonimo del rapper Rancore.[3]